# Sveriges fotbollslandslag i VM 1990
Sveriges fotbollslandslag i VM 1990
Här följer Sveriges fotbollslandslags VM-trupp till Italien 1990.

## Förbundskapten
- Olle Nordin

## Spelare
| Målvakter   | Målvakter         | Målvakter              |
| ----------- | ----------------- | ---------------------- |
| 1           | Sven Andersson    | Örgryte IS             |
| 12          | Lars Eriksson     | IFK Norrköping         |
| 22          | Thomas Ravelli    | IFK Göteborg           |
| Försvarare  |                   |                        |
| 2           | Jan Eriksson      | AIK                    |
| 3           | Glenn Hysén       | Liverpool FC           |
| 4           | Peter Larsson     | AFC Ajax               |
| 5           | Roger Ljung       | BSC Young Boys         |
| 6           | Roland Nilsson    | Sheffield Wednesday FC |
| 7           | Niclas Nylén      | Malmö FF               |
| 8           | Stefan Schwarz    | Malmö FF               |
| Mittfältare |                   |                        |
| 9           | Leif Engqvist     | Malmö FF               |
| 10          | Klas Ingesson     | IFK Göteborg           |
| 11          | Ulrik Jansson     | Östers IF              |
| 13          | Anders Limpar     | US Cremonese           |
| 14          | Joakim Nilsson    | Malmö FF               |
| 15          | Glenn Strömberg   | Atalanta BC            |
| 16          | Jonas Thern       | SL Benfica             |
| Anfallare   |                   |                        |
| 17          | Tomas Brolin      | IFK Norrköping         |
| 18          | Johnny Ekström    | AS Cannes              |
| 19          | Mats Gren         | Grasshoppers Zürich    |
| 20          | Mats Magnusson    | SL Benfica             |
| 21          | Stefan Pettersson | AFC Ajax               |